# Kurów (powiat łukowski)
Kurów – wieś w Polsce położona w województwie lubelskim, w powiecie łukowskim, w gminie Trzebieszów.
| SIMC    | Nazwa         | Rodzaj    |
| ------- | ------------- | --------- |
| 0692950 | Borki         | część wsi |
| 0692966 | Kolonia Kurów | część wsi |
| 0692972 | Zamoście      | część wsi |

Wieś szlachecka położona była w drugiej połowie XVI wieku w ziemi łukowskiej województwa lubelskiego. Na początku XIX wieku miejscowość nazywała się Wesółka.
W latach 1975–1998 miejscowość należała administracyjnie do województwa siedleckiego.
Wieś stanowi sołectwo w gminie Trzebieszów. Według Narodowego Spisu Powszechnego z roku 2011 wieś liczyła 198 mieszkańców.
W Kurowie urodził się Tadeusz Kurowski – żołnierz Batalionów Chłopskich.
Wierni Kościoła rzymskokatolickiego należą do parafii Dziesięciu Tysięcy Rycerzy Męczenników w Trzebieszowie.